# Río Kokuryō
El Kokuryo (国領川 Kokuryō-gawa?) es un río de que atraviesa la Ciudad de Niihama de sur a norte, en la prefectura de Ehime, y desemboca en el mar Interior de Seto. 

## Características
Nace en la Cadena Montañosa de Shikoku, más precisamente en el distrito Daieiyama (大永山?) de la Ciudad de Niihama. Corre por un bello valle hacia el norte, paralelo a la ruta conocida como Línea Besshi (別子ライン Besshi-rain?), atravesando la Llanura de Niihama. Desemboca en el mar Interior de Seto, en el límite entre los distritos Shimizucho (清水町 Shimizuchō?) y Kikumotocho (菊本町 Kikumotochō?) de la Ciudad de Niihama.
En su curso superior es conocida como río Ashitani (足谷川 Ashitani-gawa?) y cuenta con la única represa de su cuenca, la Represa de Shikamori (鹿森ダム Shikamori-damu?), que forma el lago de Besshi (別子の湖 Besshi-no-mizu'umi?). Tras atravesar la zona montañosa, en la zona del distrito Yamane (山根?), sigue su curso serpenteante hacia el norte. En su trayecto desembocan en él los ríos Tane (種子川 Tane-gawa?) e Ichiba (市場川 Ichiba-gawa?), aumentando su ancho; en la zona conocida como Gōyama-no-rei (郷山の麓?) aumenta aún más su ancho, y se dirige en forma recta hacia su desembocadura. En su curso inferior divide la Llanura de Niihama, la región hacia el oeste sobre la que se extiende el centro de la Ciudad de Niihama se conoce como Kawanishi (川西?); la región hacia el este es una zona residencial conocida como Kawahigashi (川東?).
Antiguamente se producían inundaciones cuando llovía copiosamente, lo que también favorecía la sedimentación y la fertilización de la Llanura de Niihama. Además la tierra es muy absorbente y esto favorecía la formación de napas subterráneas. Pero tras la construcción de la Represa de Shikamori el caudal ha disminuido, y en su mayor parte es absorbida en su curso superior, por lo que en su curso inferior el caudal es mínimo y cuando los días despejados se suceden, incluso puede llegar a quedar sin caudal. El panorama cambia completamente cuando se aproximan tifones, ya que la represa abre las compuertas para liberar agua, provocando un aumento importante.

## Represa
- Represa de Shikamori

## Lugar turístico
- Zona Verde del Río Kokuryo (国領川緑地 Kokuryō-gawa Enchi?): en cercanías de la desembocadura, el ancho del río llega a casi 300 metros, y en sus márgenes se extiende un Parque Deportivo, además cuenta con árboles de sakura. Durante el verano se lleva a cabo la Competencia de Fuegos Artificiales.

- Datos: Q11422663
- Multimedia: Kokuryo River / Q11422663